# Plaz-Tunnel
Der Plaz-Tunnel ist der zweitunterste Kehrtunnel der Albulabahn auf dem Abschnitt Bergün–Preda im Kanton Graubünden (Schweiz). Er hat eine Länge von 262 Metern. Der Plaz-Tunnel und der etwas streckenabwärts gelegene God-Tunnel ermöglichen es, den Hang des Val Tisch auszunützen und damit der Eisenbahnstrecke auf einem Umweg zusätzliche Höhenmeter zu gewinnen, ohne die eine Adhäsionsbahn nicht möglich wäre. Die Streckenführung mit God- und Plaz-Tunnel führt auch dazu, dass der Ort Bergün durch die zwei 180°-Kehren von der Strecke insgesamt dreimal betrachtet werden kann.

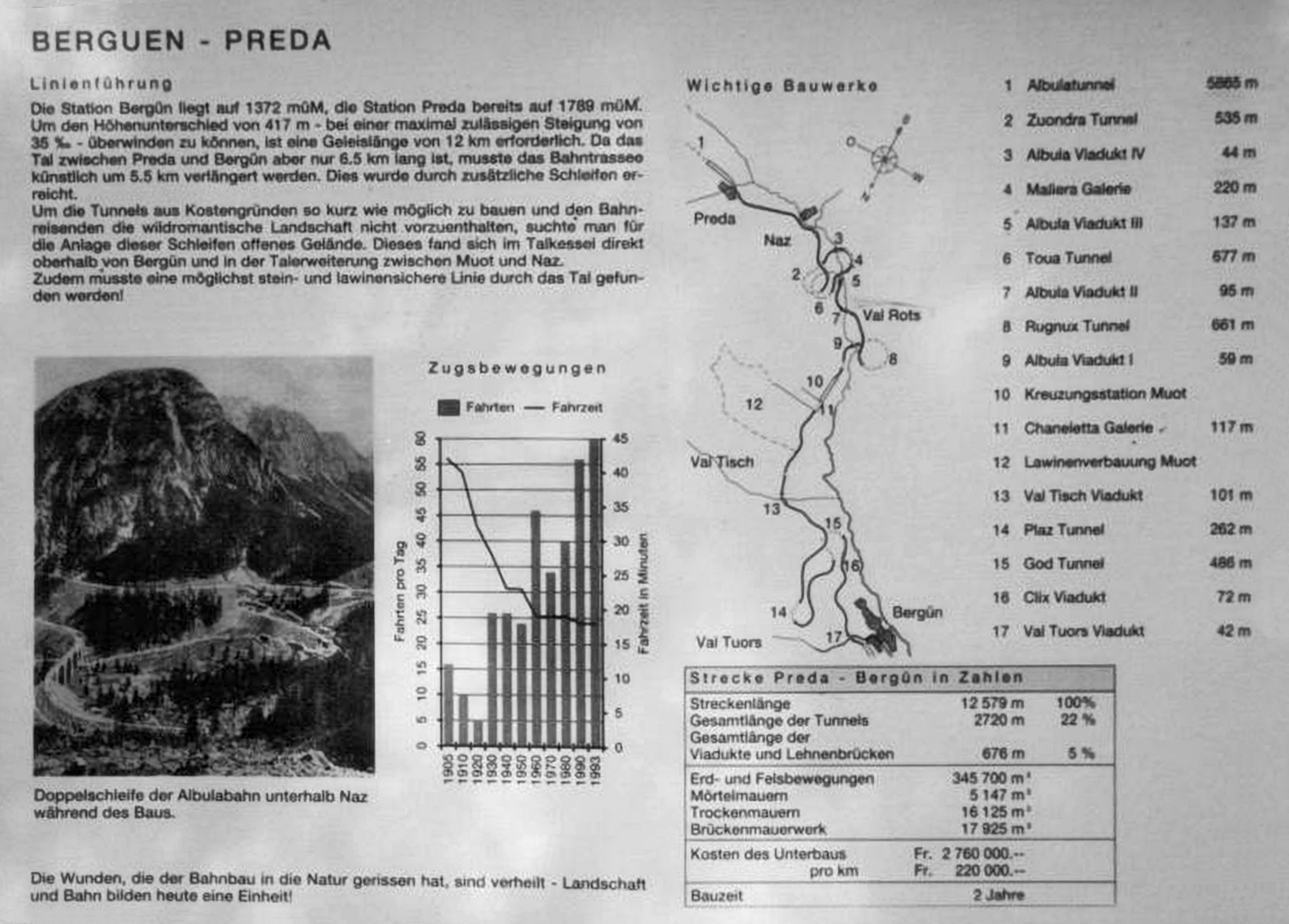
Streckenverlauf (Hinweisschild am Bahnlehrpfad)